# Platanthera stenoglossa
Platanthera stenoglossa är en orkidéart som beskrevs av Bunzo Hayata. Platanthera stenoglossa ingår i släktet nattvioler, och familjen orkidéer.

## Underarter
Arten delas in i följande underarter:
- P. s. hottae
- P. s. iriomotensis
- P. s. stenoglossa